# هلند (مینیاپولیس)
هلند (به انگلیسی: Holland) یک منطقهٔ مسکونی در ایالات متحده آمریکا است که در مینیاپولیس واقع شده‌است. هلند ۴٬۵۰۷ نفر جمعیت دارد.